# Elena Dorfman
Pour les articles homonymes, voir Dorfman (homonymie).
Elena Dorfman, née en 1965 à Boston, est une photographe américaine. Elle explore les tensions culturelles entre l’artificiel et le naturel, l’animal et l’humain, l’imaginaire et la réalité.  Ses moyens d’expression sont la photographie, le film et la tapisserie. Son travail est exposé aux États-Unis et en Europe.

## Biographie
Elena Dorfman a fait ses études à l’université Sarah Lawrence College, où elle a reçu son diplôme en 1988, après une année passée à l’université de Vienne. 

## Thèmes
Le travail de Dorfman illustre des situations marginales ou extrêmes. Elle se fait connaître par  sa série Still lovers au début des années 2000. Elle y explore la place que tiennent des poupées érotiques dans la vie quotidienne de huit familles américaines, et s’interroge sur les liens affectifs qui lient les propriétaires hommes et femmes à ces objets.  Dans une interview à l’occasion d’une exposition de ces clichés en 2019, Dorfman souligne l’actualité de ses interrogations au regard du développement des robots de service de forme humaine,.
Elena Dorfman réalise et expose des séries sur le cosplay (Fandomania, 2007) ; les chevaux de course (The Pleasure Park) ; une série inspirée par L'Origine du monde de Gustave Courbet intitulée The Origin of the New World ; une étude sur les carrières abandonnées du Midwest (Empire Falling) ; le  fleuve de Los Angeles (Sublime: The L.A. River). En 2018, dans Transmutations, elle intègre un travail de tapisserie à une série de photos de paysages.
En 2013-2014, le Haut Commissariat des Nations unies pour les réfugiés demande à Elena Dorfman de faire une série de portraits de réfugiés syriens dans tout le Moyen-Orient. La série Syria’s Lost Generation illustre la situation de la génération perdue des jeunes réfugiés, sans espoir de formation et de vie professionnelle. Parmi les photos illustrant le rapport publié par le Haut Commissariat en juillet 2014 se trouvent celles qu’elle a prises
de jeunes femmes réfugiées.

## Expositions
2019 :
- Surrogati. Un amore ideale, Fondation Prada, Milan.
- The SuperNatural, 21c Museum, Nashville.